# Царедаровка (Харьковская область)
Цареда́ровка (укр. Царедарівка) — село, Царедаровский сельский совет, Лозовский район, Харьковская область, Украина.
Код КОАТУУ — 6323985501. Население по переписи 2001 года составляет 784 (357/427 м/ж) человека.
Является административным центром Царедаровского сельского совета, в который, кроме того, входят сёла Полтавское, Запорожское, Водолага, Рубежное и посёлок Новое.

## Географическое положение
Село Царедаровка находится на расстоянии в 2 км от пгт Панютино и в 6-и км от города Лозовая.
Рядом проходит железная дорога и расположена станция Мирная.

## История
- Слобода Царедаровка была основана в начале XVII столетия, в период т.н. "третьей волны" заселения Дикого поля, как тогда называли незаселённые степи современной Слобожанщины. Земли слободы находились западнее современного расположения села.
- В братской могиле в центре села захоронен молодой политрук Даниил Романович Еретик - Герой Советского Союза.
- 1897 — дата основания села на современном месте.
- В 1993 году в селе действовали отделение связи, магазин, школа.[1]

## Происхождение названия
Существует легенда, согласно которой земли слободы были непригодны для земледелия и жители села во время общения с царём, который в это время проезжал близ слободы, просили подарить им земли, которые располагались западнее слободы. Царь удовлетворил их просьбу и подарил упомянутые земли. Жители села в знак благодарности назвали село Царедаровка.

## Экономика
- Молочно-товарная ферма.
- Частно-арендное сельскохозяйственное предприятие им. Л. Г. Хворостяного.
- «Царедаровское», сельскохозяйственное ЧП.